# Los Vinhaus
Los Vinhaus (en francès Les Vigneaux) és un municipi francès situat al departament dels Alts Alps i a la regió de Provença – Alps – Costa Blava.

## Demografia
| 1851                                       | 1962 | 1968 | 1975 | 1982 | 1990 | 1999 | 2006 | 2016 |
| ------------------------------------------ | ---- | ---- | ---- | ---- | ---- | ---- | ---- | ---- |
| 517                                        | 221  | 208  | 190  | 244  | 346  | 390  | 453  | 535  |
| Des de 1962: població sense dobles comptes |      |      |      |      |      |      |      |      |

## Administració
| Període   | Identitat           | Partit |
| --------- | ------------------- | ------ |
| 2001-2005 | Christiane Estienne |        |
| 2005-     | Gilles Pierre       |        |